# Retábulo de Kefermarkt
O retátulo de Kefermarkt (em alemão: Kefermarkter Flügelaltar) é um retábulo de madeira ricamente decorado no estilo gótico tardio, localizado na igreja paroquial de Kefermarkt, na Alta Áustria. Encomendado pelo cavaleiro Christoph von Zelking, foi concluído por volta de 1497. Os santos Pedro, Wolfgang e Cristóvão são retratados na seção central. Os painéis das asas retratam cenas da vida de Maria, e o retábulo também tem uma superestrutura intrincada e duas figuras laterais dos santos Jorge e Floriano.
A identidade de seu criador, conhecido pelo nome de convenção Mestre do Retábulo de Kefermarkt, é desconhecida, mas pelo menos dois escultores habilidosos parecem ter criado a estatuária principal. Ao longo dos séculos, ela foi alterada e perdeu sua pintura e douração originais; uma grande restauração foi realizada no século XIX sob a direção de Adalbert Stifter. O retábulo foi descrito como "uma das maiores realizações da escultura medieval tardia na área de língua alemã".

## História

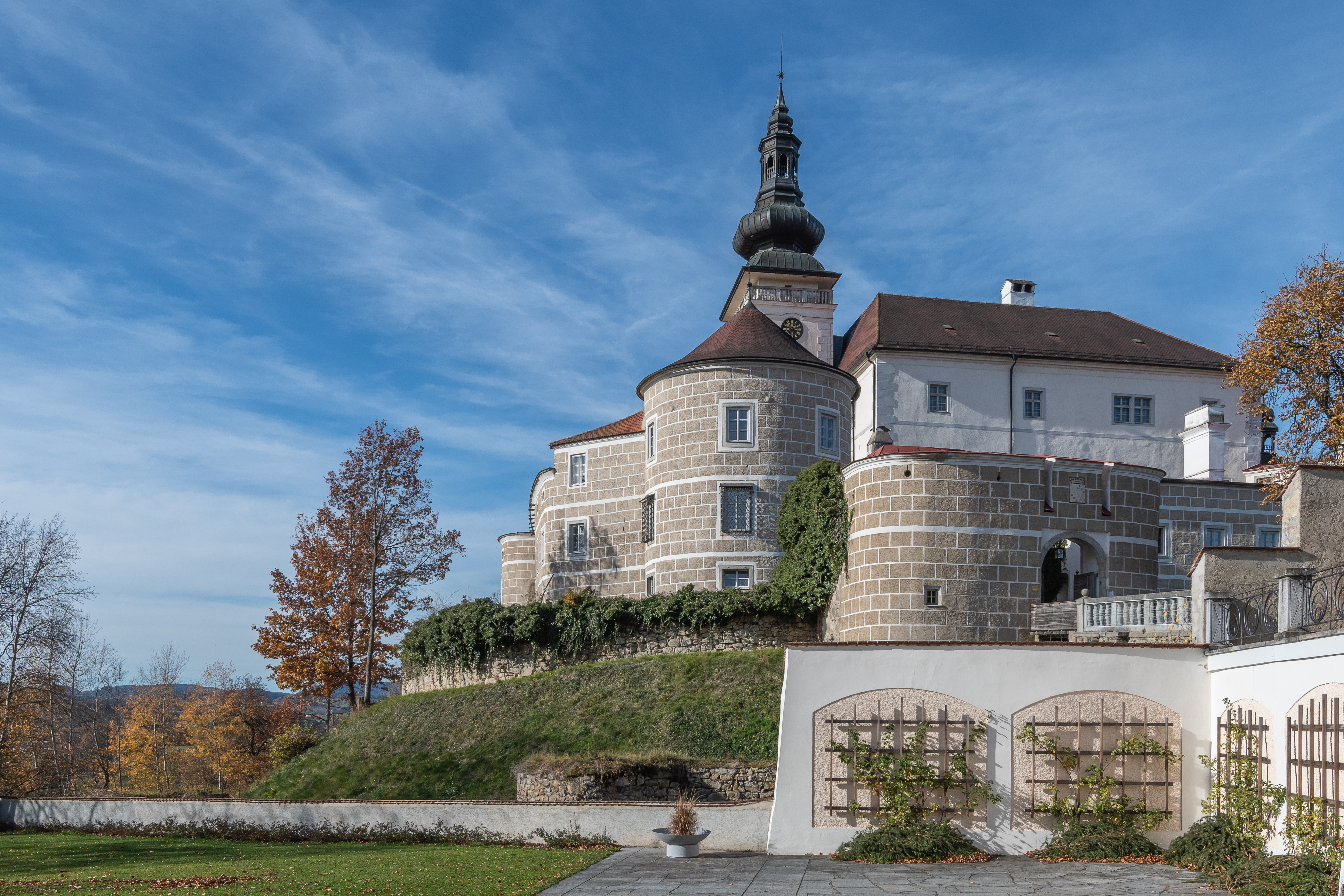
O de, nos arredores de Kefermarkt, foi a residência de Christoph von Zelking, que encomendou o retábulo

### Comissão e criação
Christoph von Zelking, senhor do vizinho Castelo de Weinberg [de] e conselheiro do imperador Frederico III, encomendou a construção de uma nova igreja para Kefermarkt entre 1470 e 1476. Em seu último testamento de 1490, ele forneceu o dinheiro para pagar, em parcelas, um retábulo dedicado a São Wolfgang também após sua morte. Quando o testamento foi escrito, o retábulo já deve ter sido encomendado, e o trabalho nele pode já ter sido iniciado. No ano seguinte, Christoph von Zelking morreu e foi enterrado no coro da igreja. Embora o retábulo em Kefermarkt não tenha nenhuma inscrição ou outras dicas sobre suas origens, várias circunstâncias indicam que ele continua sendo o retábulo encomendado por Christoph von Zelking. Um recibo de 1497 (posteriormente perdido) documentou o pagamento final do retábulo, indicando que o retábulo pode ter sido instalado na igreja naquele ano. Uma cruz triunfal da igreja em Kefermarkt também traz a data de 1497, indicando que a igreja já teria sido concluída naquela época e os móveis instalados.

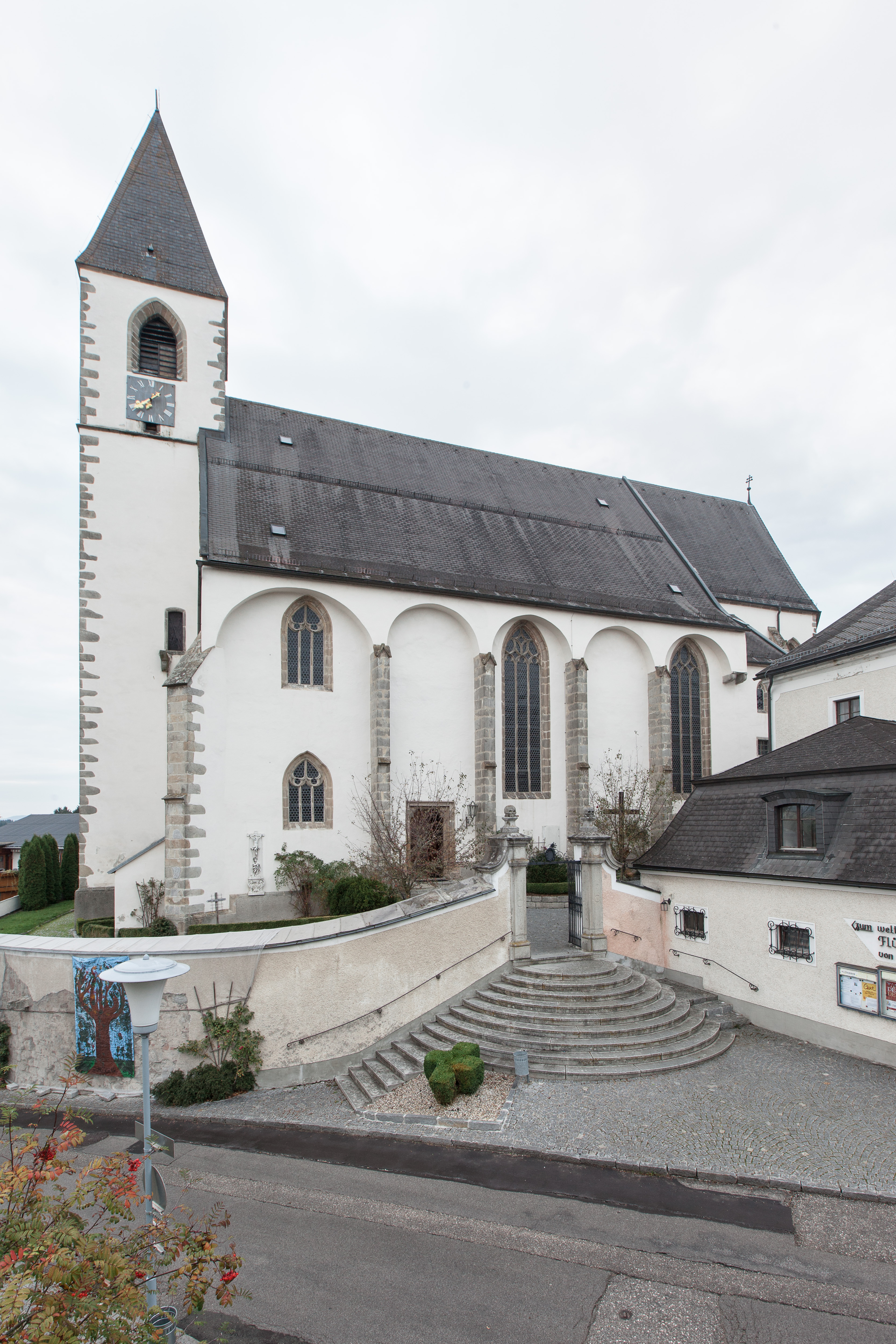
A igreja em Kefermarkt, onde o retábulo está localizado.

O retábulo foi feito por um escultor principal, que é frequentemente referido por um nome não identificado como o Mestre do Retábulo de Kefermarkt. Foi assumido que ele era o chefe de uma oficina, que junto com seu escultor principal fez duas das figuras na seção central (São Wolfgang e São Pedro), os relevos nas asas e a maioria das estátuas menores. Os elementos arquitetônicos e a superestrutura podem ter sido feitos por uma oficina de marceneiro. A identidade do escultor principal e a localização da oficina têm sido discutidas por um longo tempo. Devido à sua qualidade incomum, foi proposto de forma pouco convincente que o retábulo foi feito por Tilman Riemenschneider, Veit Stoss, Michael Pacher e Albrecht Dürer. A maioria dos estudiosos concluiu que a oficina que produziu o retábulo estava ativa em Passau, mas como poucas obras de arte comparáveis de Passau foram preservadas, nenhuma conclusão definitiva foi tirada. Da mesma forma, foi proposto que um certo Martin Kriechbaum seria o Mestre do Retábulo de Kefermarkt. Ele é mencionado em registros de arquivo como "pintor", mas isso não significa necessariamente que ele não fosse também hábil em entalhe em madeira, e sabe-se que ele tinha encomendas na Alta e Baixa Áustria.

### Mudanças
Após a Reforma Protestante, a família Zelking tornou-se protestante em 1558, e a igreja católica foi posteriormente negligenciada. Em 1629, a igreja foi fechada completamente e reaberta apenas em 1667, após ser tomada pelos jesuítas durante a Contrarreforma. A igreja foi restaurada em 1670 e, nessa época, parece que o retábulo foi alterado, com mudanças feitas para torná-lo mais alinhado ao gosto barroco predominante. As alas podiam ser originalmente fechadas, mas agora estavam fixadas na seção central. A superestrutura foi ampliada e enriquecida com outras esculturas góticas, retiradas de altares laterais. As duas grandes estátuas que não estavam em consoles de parede ao lado do retábulo foram colocadas no topo das alas.
O retábulo foi originalmente parcialmente dourado e pintado, mas hoje restam apenas fragmentos da policromia. No final do século XVIII, todo o retábulo foi coberto com cal para melhor se adequar ao gosto e aos ideais da época. Retábulos góticos caiados de branco são conhecidos também de Niederrotweil e Moosburg.

### Restauração
Na primeira metade do século XIX, o retábulo estava sofrendo danos causados por besouros comuns de móveis. Em 1852, o pastor abordou o governador da Alta Áustria, Eduard von Bach [de], e pediu ajuda para restaurá-lo. A questão envolveu o governo local, que via o retábulo como um "monumento nacional" e sua restauração como uma questão de honra. O trabalho foi liderado pelo escritor Adalbert Stifter, que também era um conservador de arte. Os trabalhos de restauração foram realizados entre 1852 e 1855. Além de Stifter, a equipe de restauradores incluía os escultores Johann Rint [de] e Josef Rint [de] , bem como vários trabalhadores contratados. A restauração está bem documentada e é claro que se esforçaram para preservar e restaurar o retábulo com suas melhores habilidades. No entanto, a reforma de longo alcance foi criticada, principalmente pela remoção completa da policromia medieval restante. Provavelmente, Stifter presumiu que os fragmentos de tinta medieval sob a cal barroca também haviam sido aplicados durante o período barroco. Durante a reforma, grandes partes da superestrutura tiveram que ser substituídas, pois estavam muito infectadas por besouros. Adalbert Stifter também forneceu uma descrição do retábulo em seu romance Der Nachsommer.
Em 1929, foi feita uma nova tentativa de se livrar dos besouros dos móveis que danificavam o retábulo.

## Descrição
O retábulo de Kefermarkt foi chamado de "uma das maiores realizações da escultura medieval tardia na área de língua alemã". O retábulo tem 13,8 metros de altura do chão ao topo da superestrutura e 6,17 metros de largura. É feito de madeira de tília (com alguns detalhes feitos de lariço adicionados no século XIX) e consiste em quatro partes distintas: uma predela na base, uma seção central retangular na forma de um gabinete raso, duas alas e uma superestrutura intrincada. Não integrados à estrutura em si, mas parte do conjunto do retábulo também estão duas figuras representando São Jorge e São Floriano, hoje colocadas em consoles de cada lado do retábulo.

### Seção central

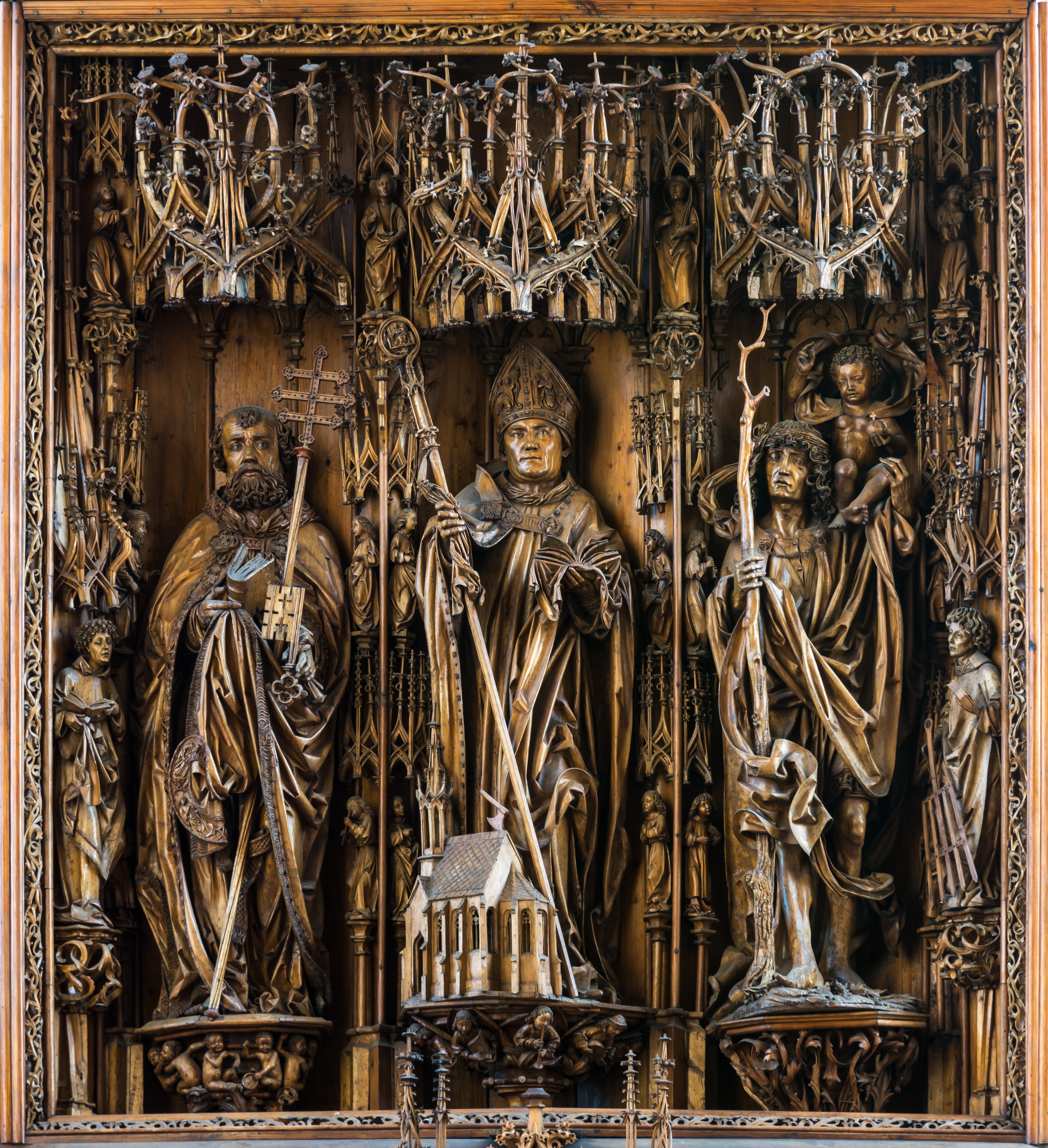
A parte central do retábulo

A seção central é dividida em três nichos rasos, cada um contendo uma estátua um pouco maior que a vida dos santos Pedro, Wolfgang e Cristóvão. Eles são sustentados por mísulas ricamente esculpidas e coroados por baldaquinos. São Wolfgang, o santo padroeiro da igreja, ocupa o nicho do meio e também é um pouco maior que os outros santos. Pedro fica do lado direito de São Wolfgang e São Cristóvão do lado esquerdo. São Cristóvão era o santo padroeiro pessoal de Christoph von Zelking, daí a localização proeminente do santo no retábulo. A estátua de São Cristóvão parece ter sido feita por um artista, enquanto as estátuas de São Pedro e Wolfgang, bem como os painéis laterais, por outro. Especialmente a estátua de São Cristóvão foi elogiada por seu rosto magro, expressivo, mas sensível, enquanto as outras esculturas foram descritas como mais rígidas em suas expressões, e a cortina de suas roupas executada com menos habilidade e sutileza. Excepcionalmente, São Cristóvão não é retratado como um gigante forte, como era a tradição medieval, mas como um jovem. Sua cabeça "trai uma sensibilidade encontrada apenas nas maiores obras da escultura gótica tardia".
A escultura de São Wolfgang é a maior das três, com 220 centímetros de altura. O santo é retratado em traje completo de bispo, vestido com uma capa e segurando um báculo. A seus pés está uma igreja modelo com um machado preso ao teto, um dos atributos do santo. Suas características faciais "mostram que ele é um homem de considerável energia e determinação", de acordo com o historiador de arte Rainer Kahsnitz. São Pedro, com 196 centímetros de altura, está ainda mais ricamente vestido do que São Wolfgang. Sua capa de brocado decorada envolve quase completamente o santo. Suas mãos enluvadas seguram a chave do céu, seu atributo e um livro. Entre as dobras de seu vestido, uma férula papal está alojada em seu ombro esquerdo. São Cristóvão, por fim, é retratado como um jovem carregando Cristo em seus ombros. A estátua mede 190 centímetros. Ele está com a cabeça descoberta e os pés descalços. Ele se apoia em um galho áspero enquanto carrega Cristo através de um rio, e o vento agita suas roupas.
Ao lado da seção central, duas estátuas menores representando Santo Estêvão e São Lourenço são colocadas voltadas para dentro. Ambas têm 95 centímetros de altura e retratam os santos de madeira bastante tradicional em trajes litúrgicos.

### Alas
Além de São Wolfgang, a principal santa do retábulo é Maria. Uma estátua dela está proeminentemente colocada no meio da superestrutura, acima do painel central. Além disso, duas alas exibem cada uma um par de relevos de madeira com cenas da vida de Maria. As alas poderiam originalmente ser fechadas, mas agora estão fixas. Originalmente, as partes externas podem ter sido pintadas com cenas da vida de São Wolfgang. A ala do lado direito dos santos mostra em seu painel superior a Anunciação e em seu painel inferior a Adoração dos Magos. A outra ala mostra o nascimento de Cristo acima e a morte de Maria no painel inferior. A figura de Maria é retratada de forma semelhante em todos os painéis.
Na cena da anunciação, Maria é retratada ajoelhada em um banco de oração dentro de uma estrutura semiaberta, sustentada por pilares esculpidos de forma incomum, coroados acima de seus capitéis com figuras que provavelmente pretendem ser profetas do Antigo Testamento. O arcanjo Gabriel está entrando na estrutura e segura um pergaminho de discurso onde partes de sua saudação, a Ave Maria, são visíveis. No canto superior esquerdo, pode ser vista uma representação de Deus, o Pai entre nuvens e ladeado por dois anjos. Originalmente, o painel também continha uma pomba, símbolo do Espírito Santo, mas ela foi perdida.
No lado oposto, na parte superior da ala do lado esquerdo dos santos, está representado o nascimento de Cristo. Maria é retratada ajoelhada em devoção diante de Cristo, que está colocado diante dela em uma dobra de seu vestido. Do outro lado, José também está ajoelhado diante da criança. Acima de Maria, no telhado do edifício atrás deles, estão dois anjos tocando bandolim e alaúde. Ao fundo, pode-se ver a anunciação aos pastores.
Cronologicamente seguindo essa cena está o painel abaixo da cena da anunciação. Aqui o tema da adoração dos Magos é retratado. Maria olha para o menino Jesus enquanto um dos Magos está ajoelhado na frente dele; a criança brinca com o ouro na caixa que ele está trazendo. Tanto ele quanto o segundo dos Magos, atrás dele, tiraram seus chapéus como sinais de respeito.
O último painel retrata a morte de Maria. Ela está pacificamente deitada em seu leito de morte, enquanto um anjo diminuto segura a cortina aberta para que o observador possa ver Maria melhor. Os doze apóstolos estão todos presentes, cada um retratado com características individuais. Acima da cabeça de São Pedro, Cristo aparece em uma nuvem, recebendo a alma de sua mãe na forma de uma pequena figura.

Os painéis das alas
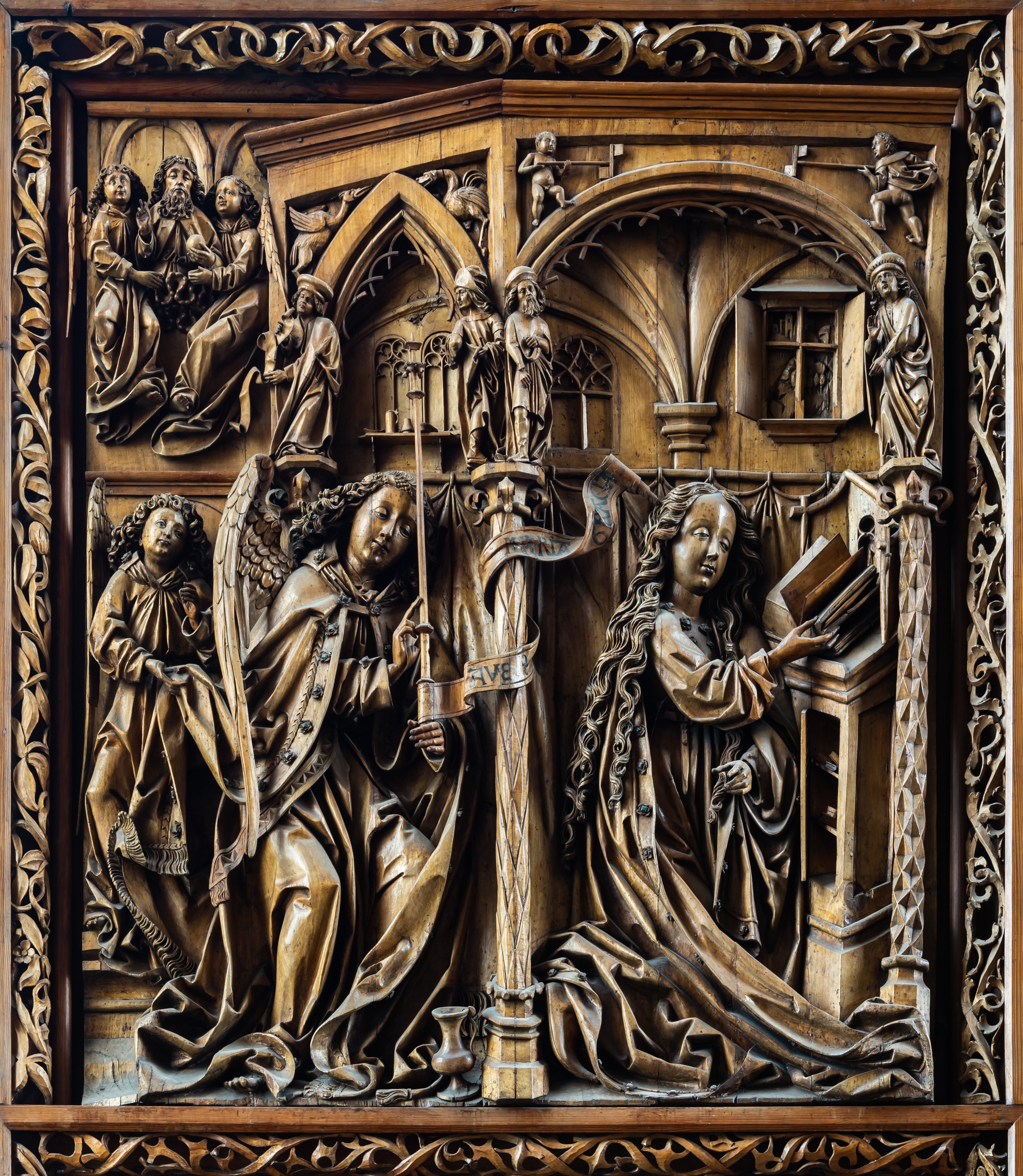
A Anunciação, painel superior da ala direita
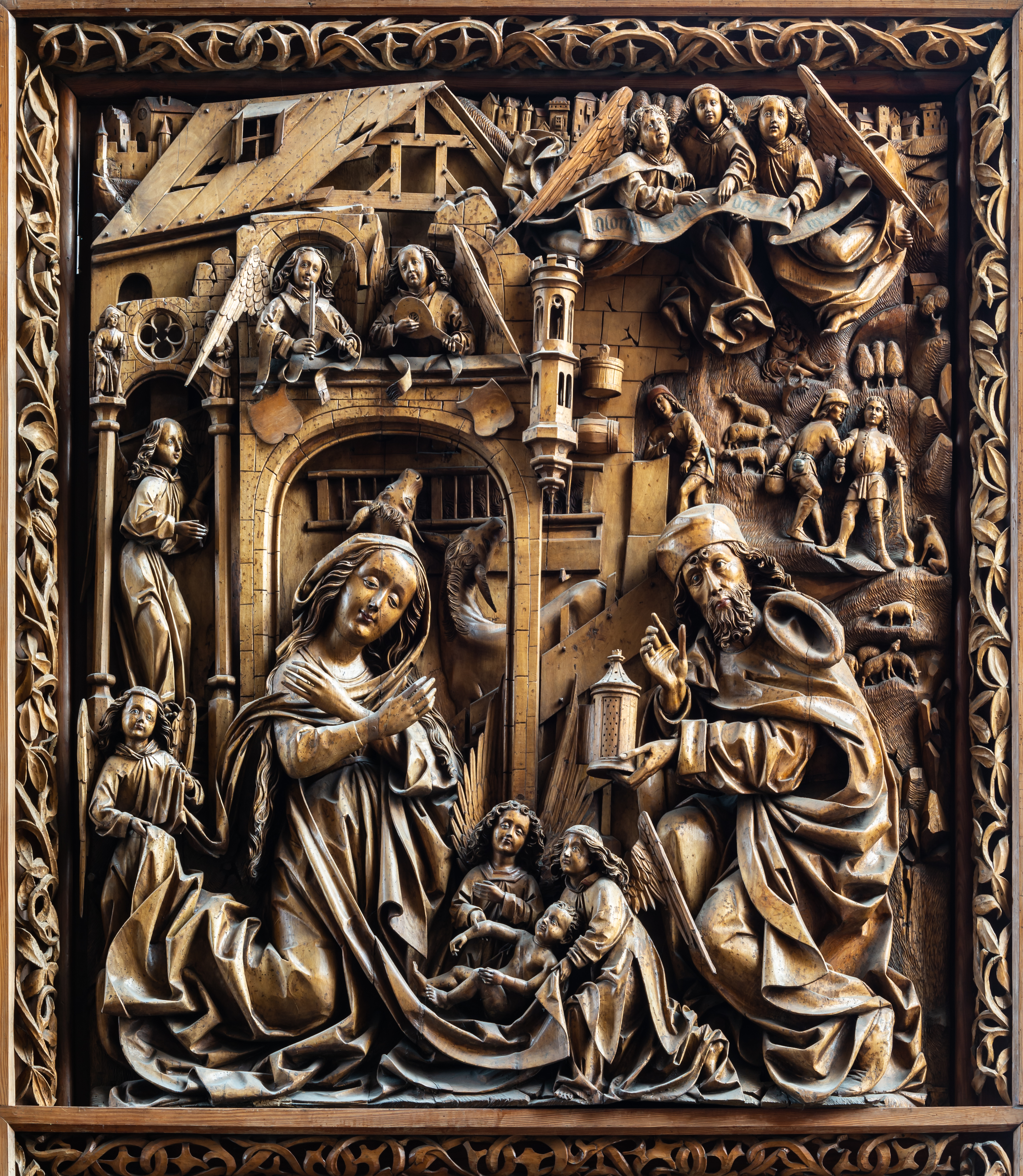
Nascimento de Cristo, painel superior da ala esquerda
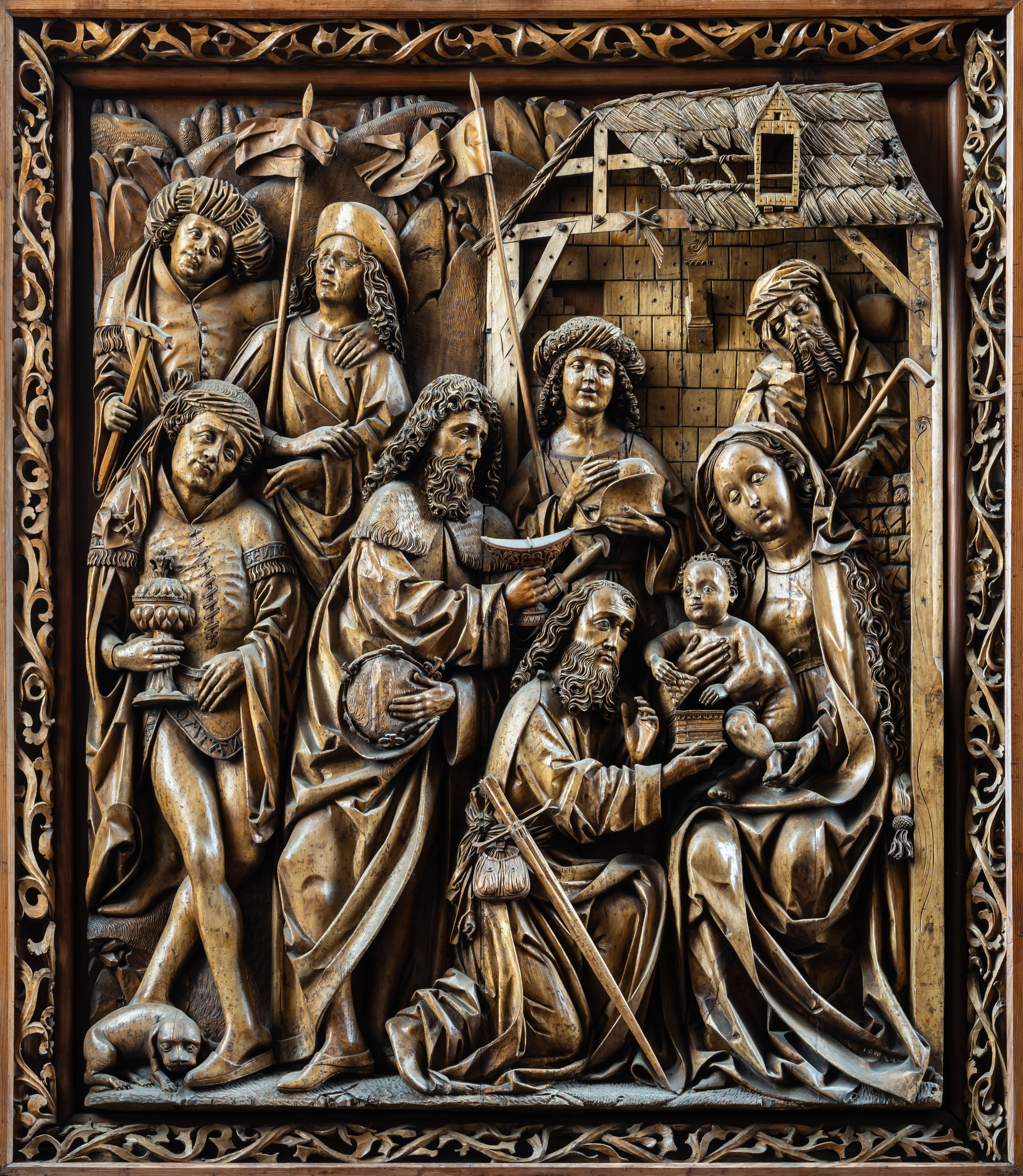
Adoração dos Magos, painel inferior da ala direita
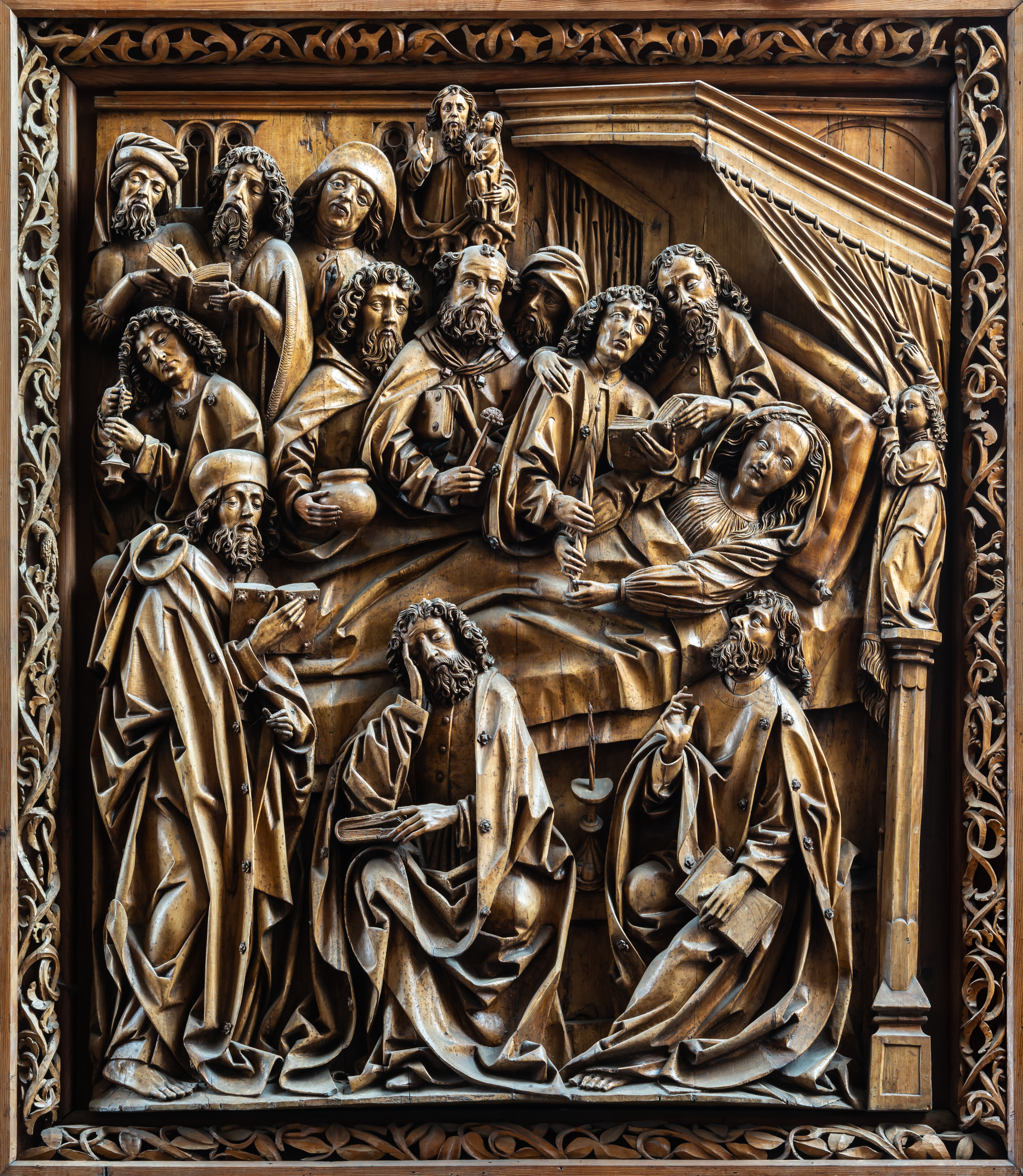
Morte de Maria, painel inferior da ala esquerda

### Superestrutura
Na superestrutura elaboradamente esculpida, as santas Maria, Catarina e Bárbara são retratadas, enquanto a parte superior exibe representações de Inês de Roma ladeada por bustos de profetas e coroada por uma escultura de Santa Helena. As esculturas cuidadosamente feitas são projetadas individualmente, com grande variação em roupas e atributos. A superestrutura em si consiste em onze pináculos, com três pináculos principais elevando-se sobre cada um dos santos no painel central. Foi alterado em várias ocasiões e incorpora elementos de outros retábulos. Originalmente, era puramente arquitetônico em sua composição, sem elementos botânicos. Também é questionável se as figuras eram originalmente parte das superestruturas ou se foram dispostas de uma maneira diferente.

## Obras citadas
- Kahsnitz, Rainer (2006). Carved Splendor: late gothic altarpieces in Southern Germany, Austria, and South Tirol. [S.l.]: Getty Publications. ISBN 978-0-89236-853-2
- Oberchristl, Florian (1923). Der gotische Flügelaltar zu Kefermarkt [The Gothic winged altarpiece in Kefermarkt] (em alemão) 2 ed. Linz: Verlag der „Christi. Kunstblätter“ Linz